# Albrecht-Penck-Medaille
Die Albrecht-Penck-Medaille war ein von der Deutschen Quartärvereinigung (DEUQUA) vergebener Preis für Leistungen in der Quartärforschung, wobei neben geologischer auch zum Beispiel botanische und archäologische Forschung gewürdigt wurden.
Die Auszeichnung erinnerte an Albrecht Penck (1858–1945) und wurde 2014 zuletzt verliehen. An ihre Stelle und die Stelle des ebenfalls von der DEUQUA vergebenen Woldstedt-Preises soll die DEUQUA-Verdienst-Medaille treten.

## Preisträger
- 1958: Henri Breuil, Franz Firbas, Rudolf Grahmann, Raimund von Klebelsberg, Paul Woldstedt
- 1962: Knud Jessen, Władysław Szafer
- 1964: Carl Troll
- 1966: Richard F. Flint, Alfred Rust
- 1968: Karl Gripp, Julius Büdel
- 1970: Konrad Richter
- 1972: André Cailleux, Waldo H. Zagwijn
- 1974: Rajmund Galon, Hans Graul
- 1978: I. K. Iwanowa, Gerald Richmond
- 1980: Vojen Loek, Martin Schwarzbach
- 1982: Julius Fink, Ingo Schaefer, Harry Godwin
- 1985: Max Welten, Erich Schönhals
- 1986: Karl Brunnacker
- 1988: Aleksis Dreimanis, Richard G. West
- 1990: Lothar Eißmann, Helmut Müller
- 1992: Hans Poser
- 1994: Arno Semmel, Heinz Kliewe, Alfred Jahn
- 1996: Hans-Jürgen Beug
- 1998: Frans Gullentops, Gerd Lüttig, J. E. Mojski
- 2000: René Handtke, Helmut Heuberger, Samuel Wegmüller
- 2002: Herbert Liedtke, Werner Schulz
- 2004: Karl-Ernst Behre
- 2006: Horst Hagedorn, Mebus A. Geyh
- 2008: Hermann Jerz, Dirk van Husen
- 2010: Klaus-Dieter Meyer, Hansjörg Streif
- 2012: Christian Schüchter, Charles Turner
- 2014: Ruth Drescher-Schneider, Klaus-Dieter Jäger